# هجوم حماة (مارس–أبريل 2017)
هجوم حماة هو عملية عسكرية بدأتها هيئة تحرير الشام يوم 21 مارس 2017 في الريف الشمالي لمحافظة حماة. وأطلق عليها اسم معركة وقل اعملوا، وتهدف العملية إلى إسترجاع الأراضي التي إستعادها الجيش السوري في هجوم حماة 2016، وأيضاً التقدم بإتجاه مدينة حماة.

## صور

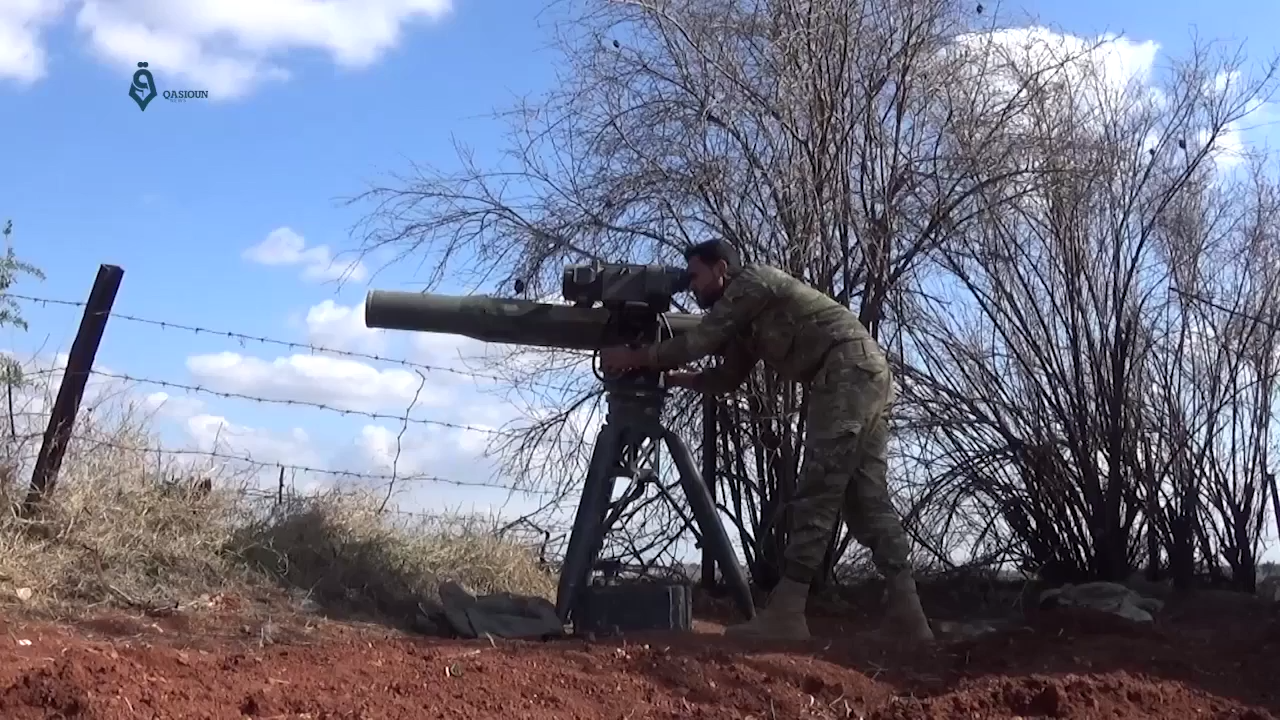
إستهداف جيش العزة لقوات النظام بصواريخ تاو
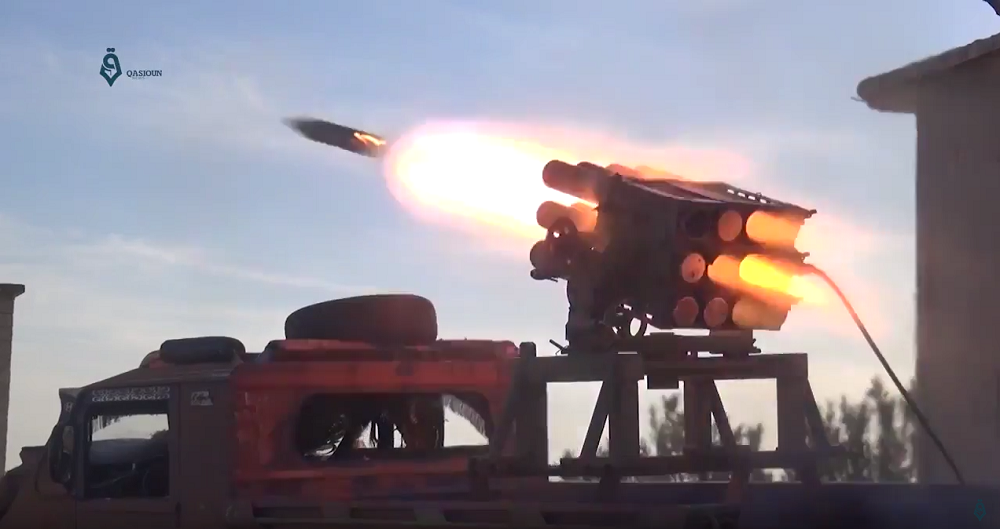
الجيش السوري الحر يستهدف تجمعات لقوات النظام بصواريخ أرض-أرض